# 20世紀少年
『本格科学冒険漫画 20世紀少年』（ほんかくかがくぼうけんまんが 20せいきしょうねん）は、浦沢直樹による日本の漫画作品。
1999年から2006年まで『ビッグコミックスピリッツ』（小学館）にて連載された。完結編である『本格科学冒険漫画 21世紀少年』（21せいきしょうねん）は、2007年1月から7月まで連載された。単行本は『20世紀少年』が全22巻、『21世紀少年』は上・下巻の2巻が刊行されている。作品名は、T・レックスの楽曲「20センチュリー・ボーイ」に因んだものである。
第48回小学館漫画賞青年一般部門をはじめ、第25回講談社漫画賞一般部門、第6回文化庁メディア芸術祭マンガ部門優秀賞、第37回日本漫画家協会賞大賞、第39回星雲賞コミック部門、フランスジャパンエキスポアワードグランプリ受賞、海外でも2004年にフランスの漫画賞アングレーム国際漫画祭の最優秀長編賞を受賞し、2011年には米国アイズナー賞アジア部門最優秀作品賞を受賞した。単行本の累計発行部数は3600万部を突破している。
2008年から2009年にかけては、これら2作品の実写映画化作品である日本映画『本格科学冒険映画 20世紀少年』が3部作として公開された。

## あらすじ
高度成長による「夢と希望」に満ちあふれていた時代から、一転して経済は停滞しオカルトブームが起き、世界滅亡の空気まで漂いはじめた、1970年前後。
そんな時代の中で、少年たちは、地球滅亡をもくろむ悪の組織や、東京を破壊し尽くす巨大ロボットに蹂躙され、混沌とし、滅亡に向かっていく未来の世界を空想した。そして、それらに立ち向かい地球を救うのは、勧善懲悪の正義のヒーローとその仲間たちだ。下らないようなストーリーを描いたスケッチブックを、少年たちは“よげんの書”と名付ける。しかし大人になるにつれ、そんな空想の記憶は薄れていく。
1997年、主人公のケンヂは、突然失踪した姉の娘のカンナを養い、コンビニを営む平凡な日々を送っていたが、お得意先の一家の失踪や幼なじみの死をきっかけに、その薄れかけていた記憶を次第に呼び覚まされていく。そして世界各地の異変が、幼い頃空想した“よげんの書”通りに起こっていることに気づく。一連のできごとの陰に見え隠れする謎の人物“ともだち”との出会いによって、全ての歯車は回り出す。
物語は、“ともだち”による20世紀末にかけての暗躍と、それに立ち向かう大人になったケンヂ達幼なじみを中心とした第1部、ケンヂが行方不明となり、“ともだち”が世界の救世主として称えられるようになった2015年の世界で密かに反逆を試みるカンナを主人公とした第2部、人類が滅亡し“ともだち”が独裁政治を行う世界に突如現れたケンヂを描く第3部、“ともだち”亡き後に残された最後の陰謀に立ち向かい、幼少時との決着を付けるべく奔走するかつての仲間たちを描く最終部の4つに大きく分かれる。

## 登場人物
ケンヂ / 遠藤 健児（えんどう けんじ）
主人公。元ロックミュージシャン。現在は年老いた母親と失踪した姉の娘・カンナの世話をしながらコンビニを営んでいる。ドンキーの死をきっかけに“ともだち”の存在を知り、その陰謀を崩すために立ち上がる。
カンナ / 遠藤 カンナ（えんどう カンナ）
もう一人の主人公。ケンヂの姪。超能力のような力とカリスマ性を持つ。ケンヂの死後、彼の意志を受け継いで“ともだち”との戦いに挑む。
オッチョ / 落合 長治（おちあい ちょうじ）
ケンヂの同級生。幼少の頃からの優等生。かつては一流企業に勤めていたが現在はバンコクにて「ショーグン」の名で裏社会の汚れ仕事をしている。
ユキジ / 瀬戸口 ユキジ（せとぐち ゆきじ）
ケンヂの同級生。幼い頃は柔道を習っていた。現在は税関職員として働いている。
ヨシツネ / 皆本 剛（みなもと つよし）
ケンヂの同級生。気弱で臆病な性格。現在は冴えないサラリーマン。
マルオ / 丸尾（まるお）
ケンヂの同級生。食いしん坊で肥満体型の男性。現在は文房具屋を経営している。
モンちゃん / 子門 真明（しもん まさあき）
ケンヂの同級生。体格が良く大学時代はラグビー部の花形。現在はドイツ在住。
ケロヨン
ケンヂの同級生。カエルに似た容姿を持つ。現在は家業の蕎麦屋を継いでいる。
ドンキー / 木戸 三郎（きど さぶろう）
ケンヂの同級生。貧乏な家庭に生まれたが、後に工業高校の教師になる。作中序盤で死亡し、それが物語の引き金となる。
フクベエ / 服部（はっとり）
ケンヂの同級生。秘密基地のメンバーではなかったが、“よげんの書”のことを知っている。
ヤマネ / 山根（やまね）
ケンヂの同級生。フクベエの友人。オッチョとは学級委員を一緒にやった仲。現在は大福堂製薬株式会社・細菌研究所の所長。
サダキヨ / 佐田 清志（さだ きよし）
小学5年の1学期の間だけ、ケンヂと同級生だったいじめられっ子。現在は英語教師をしている。
カツマタ
ケンヂ達の会話に登場する同級生。「理科の実験大好きなカツマタ君」と呼ばれており、死亡したという噂が流れている。
キリコ / 遠藤 貴理子（えんどう きりこ）
ケンヂの姉。医師であり細菌学者であったが、娘のカンナを弟と母に託し姿をくらます。
万丈目 胤舟（まんじょうめ いんしゅう）
“ともだち”の側近を務める男性。友民党の党首でもある。
ともだち
作品の黒幕。カリスマ性で多くの信者を率いて世界の滅亡を企てる謎の人物。「友民党」という政党を作って政治にも介入していく。その正体はケンヂの同級生の誰かである。

## 用語
ウイルス
世界を二度にわたって滅亡の危機に追い込んだ殺人ウイルス。“血の大みそか”以前のものは潜伏期間が無いに等しく、発症後はすぐさま体中至る所から激しく出血、感染者を即座に失血死させる。2015年に使われたものは風邪によく似た症状や発疹といった初期症状がまず現れ、その後数日の間に前述のような大量出血を引き起こす。これらにより世界人口の半数以上の人々が感染し死亡する事となり、人類が存亡の危機に立たされる事となった。
巨大ロボット
敷島教授が開発した巨大な二足歩行ロボット。“ともだち”によって使われ“血の大みそか”で東京を蹂躙した1台目と、ヤン坊・マー坊の提案で敷島教授が再制作した2台目の二種類がある。双方共に巨大な球体に足がついたような形状をしており、前面には二つのライトが目のように配置されている。主にリモコンで操作されている他、内部にも操縦席がある。
1台目
1台目は敷島教授曰く「ロボットとも呼べないようなもの」であり、内部に空気を詰めて巨大に見せているだけで、駆動機構も「二足歩行」とは名ばかりで、足の裏に付けられた履帯によってブリキのおもちゃのようにすり足で動くだけの代物であった。だが、原作ではケンヂの操縦によって数歩だけだが二足歩行を行っている。また、下部にはウイルスの噴霧装置を備えており、これで一般人や出動したSAT及び陸上自衛隊の隊員を出血死させた。
2台目
2台目は1台目と違って完全な二足歩行を実現しており、胴体も完全な金属製となっているほか、上部に2基の砲塔を有している。
“ともだち”の依頼を断り、修理工を営んでいた敷島教授が制作したものであり、オッチョ達が“ともだち”に対抗するために使われるはずだったが、リモコンを奪った“ともだち”に利用されてしまった。
なお、元となったケンヂの落書きには「原子りょくきょだいロボット」と書かれており、2台目のロボットは実際に原子力エネルギーを動力としている。
実写版では当初から“ともだち”側の兵器として制作されたほか、内部には中性子爆弾が備えられている。
絶交
“ともだち”側の人間が敵対する者、邪魔者や裏切り者を粛清・殺害する意味で使われる。
首つり坂の事件（原作のみ）
1970年、ケンヂたちが首つり坂の屋敷で幽霊を見に行った出来事。首を吊って自殺を遂げた女性の幽霊が出ると噂されていた。バーチャルアトラクションでは1971年の出来事になっており、このことは1970年の嘘と大きく関わっている。
友民党（友達民主党）
“ともだち”組織によって構成された政党。党首は万丈目胤舟。徐々に市民の支持を得た結果、2000年には連立内閣に組み入り、“ともだち”は政治的権力をも持つことになった。
地球防衛軍
ウイルスをばらまいた宇宙人の侵略から地球を守るために作られた部隊。英語表記はTDF（TERRESTRIAL DEFENCE FORCE）。特撮のような制服とヘルメットを身につけており、レーザー銃（但し玩具のように極端に出来が悪く、まともに武器とも言えない武器）で武装している。一応拳銃などの現実的な武器も所持している他、ヘリコプターや74式戦車なども保有している。本部は東京にあるガラクタの様な巨大なタワー。
親友隊
“ともだち”の親衛隊。任務内容は地球防衛軍とほぼ共通しているが、制服は地球防衛軍とは異なり、通常の軍隊のような物となっている。指揮権は当初万丈目が持っていたが、彼の死後は新幹事長となった高須が掌握する。
ともだちランド
社会のはみ出し者を更生する為に“ともだち”が設立した同名の組織が運営する、遊園地のような洗脳施設。“ともだち”に関わる事柄について調べている青少年が主にその対象となるため、“ともだち”に対する強い信仰を持った人物か、逆に“ともだち”に対する不信感を持った人物が主なターゲットとなっている。さまざまなアトラクションがあり、その中の一つにケンヂや“ともだち”の子供時代を再現したヴァーチャルアトラクションもある。ここで成績が悪かったり、従順化せず研修を終えた者は、再教育のためともだちワールドという場所へ送られる。
ドリームナビゲーター
ともだちランドのスタッフ。“ともだち”に従順な信者によって構成され、マニュアルに機械のように従う人間がそろえられている。またドリームクリーナーと呼ばれる清掃員などもいる。
空飛ぶ円盤
ウイルスをまき散らす円盤。人類滅亡の予言を実行するために、“ともだち”の指示で科学技術省長官を務めていたマー坊が開発したもの。リモコンで操作される典型的なアダムスキー型UFOで、機体下部にウイルスの噴霧装置を有する。飛行原理は不明で、マー坊も「飛ばないと思っていたが、作ってみたら飛んだ」といった旨の発言をしている。
エロイムエッサイムズ
小泉響子が追っかけをしていたバンド。メンバーはルシフェル斉藤、メデューサ井上、ダミアン吉田（脱退）、穣二・A・ロメロ（新加入）・不明の4人で成り立つ。ダミアンは西日暮里の交差点で「悪魔くん」ことケンヂに出会い、彼の作った曲と破天荒なギター技術を教わった。
血の大みそか
世界各地で突如ウイルスが撒き散らされた事件。2000年12月31日に起きた事件であるためこのように名付けられた。この事件の自作自演によって、“ともだち”と彼の率いる友民党は、世界の救世主たる地位を確立する。また首謀者はテロリストとして指名手配されていたケンヂ一派とされ、後の教科書にも正史として記録された。
超能力
劇中で何度も登場する謎の力。主にスプーン曲げに代表されるが、神様には予知能力らしきものがある。フクベエ、万丈目、カンナの3人に関わる出来事ではスプーン曲げの場面がいくつか描かれている。が、一方で単なるイカサマであるというシーンも描かれており、ほとんどの場面では超能力が曖昧な存在として描かれている。
1970年の嘘
少年時の“ともだち”が万博に行けなかったことを隠すためについていた嘘。“ともだち”の少年時代を再現しているヴァーチャルアトラクション内では、“ともだち”の少年時代として当初はその嘘がそのまま再現、設定されていた。
ラビット・ナボコフ
ソビエト連邦の崩壊(1991年)以後自由主義資本が流入するロシアで、アレクサンドル・ナボコフなる人物が考案したとされるトランプカードを使用した架空のカードゲーム(及びそのゲームでの最高役名)。大勝ちと大負けが発生する両極端なギャンブル性と、イカサマのしやすさから、通常のカジノでは行われなくなっており、主にマフィアが仕切る闇カジノで行われている。役名や用語は「ハラショー」「ピロシキ」「ペレストロイカ」などロシア語が多い。
友路
ともだち暦3年（西暦2018年）の時点で日本で使われている通貨。読み方は“ゆうろ”。
喜楽庵（原作のみ）
氷の女王のアジト。蕎麦屋である。右側の真ん中の席に座り、あるもの（ひえひえ）を頼むと氷の女王の仲間になれる。実は蕎麦を茹でる店員・中川は、“ともだち”のスパイであったため、解雇された。
ジジババ
子供時代のケンジ達がよく行っていた駄菓子屋の通称。あるいはその店の店長である老婆のあだ名。元々ジジと呼ばれる老人がいたが、すでに故人であるため、ババ一人で経営している。
宇宙特捜隊バッヂ
ケンヂ達の子供時代、ジジババの店で売られているガムの当たり券の景品であったバッジ。当時の子供達の間ではレアアイテムとして注目されていた。映画版では「地球防衛軍バッジ」という名称に変更されている。作中ではマルオがこれを引き当てていた他、サダキヨ以外の「お面の子供」がこれを胸に着けていた。物語終盤で“ともだち”の核心を掴むための手掛かりである重要なアイテムとなっている。

## よげんの書
ケンヂ達が小学校の頃に秘密基地のメンバーで考えた「将来やってくるだろう悪の組織の地球征服」の方法を書いたもの。しかし、それとは別に小学校時代の“ともだち”らが『しんよげんの書』を作っていた。
よげんの書
- 20せいきのおわりに、悪のそしきがせかいせいふくにうごきだしました。
- かれらはさいしょに、おそろしいさいきんへいきでサンフランシスコとロンドンを襲いました。
- 次にかれらがさいきんをばらまいたのは、1970年、バンパクでゆうめいな大阪です。日本中がきょうふにふるえあがりました。そして悪のそしきの次のねらいは……
- 羽田空港でした！！東京は、にげ場のないきょうふをあじわうこととなりました。
- しかしほんとうのきょうふはこれからなのです！！世界めつぼうののろしがあがり……
- 2000年12月31日！！ズーンズーンとおそろしい地なりとともに、ついにそのきょだいなかげは、東京にすがたをあらわしました。原子りょくきょだいロボット！！さいきんをばらまきながらはかいのかぎりをつくす！！はたして21せいきはくるのでしょうか！！東京の…いや、世界のうんめいやいかに！！
- そこに……9人の戦士がたちあがったのです！！地球の平和のため、かれらはどうたたかうのでしょうか！！

しんよげんの書（原作版）
- 2014ねん、しんじゅくのきょうかいでしゅうかいがひらかれ、そしてまたあくむのようなせかいがはじまるだろう。
- しゅうかいで、きゅうせいしゅはせいぎのためたちあがるが、あんさつされてしまうだろう。
- ばんぱくばんざい。ばんぱくばんざい。じんるいのしんぽとちょうわ。そして、せかいだいとうりょうがたんじょうするだろう。
- せいぼがこうりんするとき、てんごくかじごくのどちらかをたずさえてくるだろう。
- りりりんとでんわがなって、すべてのじゅんびがととのうだろう。
- せかいだいとうりょうは かせいいじゅうけいかくを はっぴょうしました。
- 反陽子ばくだんで世界はほろびるだろう。

しんよげんの書（映画版）
- 2015ねん、しんじゅくのきょうかいできゅうせいしゅはせいぎのためにたちあがるが、あんさつされてしまうだろう。
- ばんぱくばんざい。ばんぱくばんざい。じんるいのしんぽとちょうわ。
- りりりんとでんわがなって、すべてのじゅんびがととのうだろう。
- あくまのせーるすまんがせかいをほろぼす。
- ともだちれき3ねんの8月20日。うちゅうじんがちきゅうをおそい、世界はほろびるだろう。
- そしてじんるいはほとんど死に、せかいだいとうりょうは仲のいい友だちと楽しくくらしました。

## 時系列
※ 記述が膨大なため、伸縮型のメニューとして表示する。

## 番外編
映画版の公開に伴いスピリッツに掲載。内容と設定は下記の映画版を基盤にしている。
- 20世紀少年 予告（血の大晦日のロボットに向かい歩むケンヂたちのエピソード、「20世紀少年探偵団」にも収録）
- 20世紀少年 第2章 最後の希望 予告（VA内に入ったカンナが幼年ケンヂと別れた後のエピソード）
- あおぞらChu-意報 作・画/ウジコウジオ（劇中漫画家ウジコウジオがユキジに見せた劇中漫画）
- まんがり道 作・画/ウジコウジオ（劇中漫画家ウジコウジオがユキジに見せた劇中漫画シリーズ）

## 書誌情報

### 単行本
単行本は、全て小学館より刊行された。巻数表示は、『20世紀少年』のみ「第○集」である。
- 浦沢直樹『20世紀少年』小学館〈ビッグコミックス〉、全22巻
  1. 「ともだち」 2000年3月1日発行、ISBN 4-09-185531-8
  2. 「予言者」 2000年7月1日発行、ISBN 4-09-185532-6
  3. 「ギターを持った英雄」 2000年10月1日発行、ISBN 4-09-185533-4
  4. 「愛と平和」 2001年3月1日発行、ISBN 4-09-185534-2
  5. 「さいかい」 2001年6月1日発行、ISBN 4-09-185535-0
  6. 「最後の希望」 2001年9月1日発行、ISBN 4-09-185536-9
  7. 「真実」 2001年12月1日発行、ISBN 4-09-185537-7
  8. 「ケンヂの歌」 2002年4月1日発行、ISBN 4-09-185538-5
  9. 「ラビット・ナボコフ」 2002年8月1日発行、ISBN 4-09-185539-3
  10. 「顔のない少年」 2002年10月1日発行、ISBN 4-09-185540-7
  11. 「成分表示」 2003年2月1日発行、ISBN 4-09-186631-X
  12. 「ともだちの顔」 2003年5月1日発行、ISBN 4-09-186632-8
  13. 「終わりの始まり」 2003年8月1日発行、ISBN 4-09-186633-6
  14. 「少年と夢」 2003年11月1日発行、ISBN 4-09-186634-4
  15. 「ばんぱくばんざい」 2004年2月1日発行、ISBN 4-09-186635-2
  16. 「鏡のむこう」 2004年6月1日発行、ISBN 4-09-186636-0
  17. 「クロスカウンター」 2004年12月1日、ISBN 4-09-186637-9
  18. 「みんなの歌」 2005年4月1日発行、ISBN 4-09-186638-7
  19. 「帰ってきた男」 2005年8月1日発行、ISBN 4-09-186639-5
  20. 「人類の勝負」 2005年12月1日発行、ISBN 4-09-186640-9
  21. 「宇宙人現る」 2006年4月1日発行、ISBN 4-09-180159-5
  22. 「正義の始まり」 2007年1月1日発行、ISBN 4-09-180805-0

- 浦沢直樹『21世紀少年』小学館〈ビッグコミックス〉、全2巻
  1. 上巻 「“ともだち”の死」 2007年6月4日発行、ISBN 978-4-09-181216-2
  2. 下巻 「20世紀少年」 2007年10月3日発行、ISBN 978-4-09-181495-1

### 関連書籍
- 竹熊健太郎 『20世紀少年探偵団』 小学館〈ビッグコミックススペシャル〉、2008年、ISBN 978-4-09-182194-2
  - 漫画の主な舞台となった1970年代の世相・風俗を解説したオフィシャル本。
  - 原作者である浦沢直樹が監修を担当している。
- 浦沢直樹、ウジコウジオ 『20世紀少年の脇役 ウジコウジオ作品集』 小学館〈ビッグコミックススペシャル〉、2010年、ISBN 978-4-09-183245-0
  - 『20世紀少年』スピンオフ作品集。

## 映画
2008年から2009年にかけて堤幸彦監督、唐沢寿明の主演で3部作で公開された。
総製作費60億円のプロジェクトで、3部作は全て週末観客動員数1位を記録し最終興行収入は3部作総額で113.7億円にのぼった。映画完結後も未公開シーンを加え劇場版と異なるラストを収録したDVD・Blu-ray Discの発売、地上波テレビにて『20世紀少年 サーガ』と題した再編集版が放送されるなどしている。